# Marina Nigg
Marina Nigg (ur. 24 kwietnia 1984 w Vaduz) – liechtensteińska narciarka, specjalizująca się w slalomie.
Marina oficjalnie zadebiutowała w wieku 15 lat (1999). 21 grudnia 2002 Marina zadebiutowała w Pucharze Europy zajmując 31. miejsce, a dzień później była 19. miejsce. 27 października 2003 po raz pierwszy wystąpiła w narciarskim Pucharze Świata. W 2005 roku została wicemistrzynią Szwajcarii w slalomie, a rok później została wicemistrzynią Liechtensteinu w tej samej specjalizacji.